# Speed Memorial Live
Albums de SPEED
Carry On My Way
(22 déc. 1999) Bridge
(27 nov. 2003)
Compilations par SPEED
Dear Friends 2
(29 mars 2000)
Singles
1. One More Dream
Sortie : 12 décembre 2001

Speed Memorial Live (écrit en capitales : SPEED MEMORIAL LIVE), sous-titré "One More Dream" + Remix!!!, est le premier album live de SPEED, incluant les titres enregistrés lors de son concert One More Dream de 2001 et des titres remixés.

## Présentation
L'album, produit par Hiromasa Ijichi, sort le 19 décembre 2001 au Japon sur le label Toy's Factory, moins de deux ans après la séparation du groupe ; c'est son dernier disque à sortir sur ce label. Il atteint la 7e place du classement des ventes de l'Oricon, et reste classé quatre semaines ; il est alors l'album le moins vendu du groupe.
Il contient quatorze titres. Les onze premiers ont été enregistrés en public le 6 octobre précédent lors d'un unique concert de charité intitulé One More Dream donné par le groupe ponctuellement reformé pour cette occasion. L'un des titres est la nouvelle chanson homonyme One More Dream, sortie une semaine auparavant en single ; sont aussi interprétées les chansons-titres de huit autres singles du groupe, et deux autres chansons tirées de ses albums.
Les trois derniers titres de l'album sont de nouvelles versions remixées par Banana Ice et Ken Matsubara de trois des chansons de single, déjà présentes en version "live".

## Liste des titres
Toutes les chansons sont écrites et composées par Hiromasa Ijichi, arrangées par Yasutaka Mizushima.
| 1.  | Opening ~ All My True Love (... ALL MY TRUE LOVE) | 8e single / compilation Moment   | 6:37 |
| 2.  | Steady (STEADY)                                   | 2e single / album Starting Over  | 6:19 |
| 3.  | Wake Me Up!                                       | 4e single / album Rise           | 5:21 |
| 4.  | Alive (ALIVE)                                     | 7e single / compilation Moment   | 5:04 |
| 5.  | Carry On My Way (Carry On my way)                 | De l'album Carry On My Way       | 5:35 |
| 6.  | White Love                                        | 5e single / album Rise           | 5:39 |
| 7.  | Body & Soul                                       | 1er single / album Starting Over | 5:12 |
| 8.  | Go! Go! Heaven                                    | 3e single / album Starting Over  | 6:39 |
| 9.  | One More Dream                                    | 12e single                       | 5:39 |
| 10. | Lovely Friendship (ラブリー♡フレンドシップ)       | De l'album Rise                  | 4:48 |
| 11. | My Graduation (my graduation)                     | 6e single / album Rise           | 6:26 |

| 12. | All My True Love -Za downtown weekend mix- (ALL MY TRUE LOVE ...) | Remix du 8e single, par Banana Ice    | 3:34 |
| 13. | Steady -Za downtown smoove mix- (STEADY ...)                      | Remix du 2e single, par Banana Ice    | 4:47 |
| 14. | White Love -Gospel mix-                                           | Remix du 5e single, par Ken Matsubara | 5:38 |